# Veniamin Aleksandrovič Kaverin

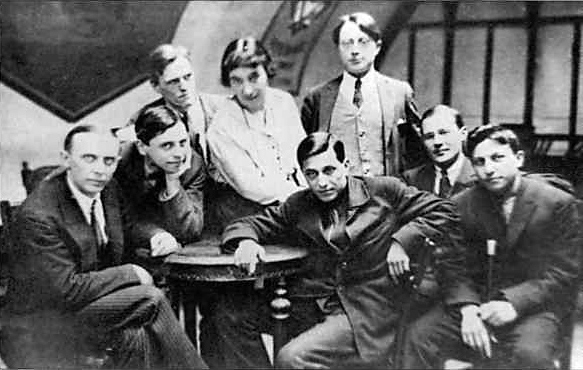
I Fratelli di Serapione

Veniamin Aleksandrovič Kaverin, in russo Вениамин Александрович Каверин?, pseudonimo di Veniamin Aleksandrovič Zil'ber (Pskov, 6 aprile 1902 – Mosca, 2 maggio 1989), è stato uno scrittore sovietico.

## Biografia
Si laureò all'Istituto di lingue orientali (1923) e poi alla facoltà di lettere dell'Università di Leningrado (1924). Fu vicino ai Formalisti russi, soprattutto a Jurij Tynjanov, divenuto suo cognato. Dopo aver fatto parte del gruppo de I fratelli di Serapione sotto la guida di Evgenij Zamjatin, inizia la sua attività di scrittore nel 1923 con la raccolta di racconti Maestri e Apprendisti. 
A causa della sua vena mistica e romantica, influenzata dallo scrittore tedesco Ernst Theodor Amadeus Hoffmann, viene giudicato incompatibile con il socialismo dal Partito Comunista e per questo, pur non abbandonando il formalismo e le sue ideologie va alla ricerca di un cambio di stile.
La sua opera più importante è L'artista è ignoto (1931), nella quale esprime la sua libertà creativa e il dualismo fra l'individualismo e il collettivismo, tra morale e tecnica.
Successivamente si distinse per il romanzo epico Libro aperto (1956), ambientato negli anni fra le due guerre mondiali.

## Opere
- Maestri e apprendisti (1923)
- L'artista è ignoto (1931)
- L'appagamento dei desideri (1935)
- I due capitani (1940 - 1944)
- Libro aperto (1956)
- Sette paia di canaglie (1962)
- Davanti allo specchio (1972)
- L'interlocutore (1973)